# やまだみつる
やまだ みつる（1964年11月27日 - ）は、日本の似顔絵ライター、イラストレーター。テレビリポーター。新潟県豊栄市出身。新潟県立豊栄高等学校出身。

## 来歴・主な活動
新潟県豊栄市（現・新潟市北区豊栄地区）に生まれる。
1996年より、北越銀行豊栄支店・東港支店、豊栄中央公民館、豊栄郵便局、聖籠町蓮野ギャラリー、北陸ガスホール、テクノナガイギャラリー、横山産業ギャラリー道草、など新潟県内の各会場で似顔絵展が開催される。また、1997年よりBSN万代まつり、阿賀北産業観光物産展などのイベント会場や、デッキィ401、イトーヨーカ堂木戸店、アクアパークにいがた、ピアBandaiなどの会場において、希望者にその場で似顔絵を描く"出張似顔絵"を行う。その中でもデッキィ401で描いた似顔絵は1万点を超えた。
2005年から、新潟の月刊生活情報誌『CARREL(キャレル)』で似顔絵コーナーの連載を担当する。
2008年に放送を開始した新潟テレビ21(UX)土曜日午前放送の情報番組「まるどりっ!」のレギュラーとなり、当番組内のコーナー「ズックでいこう 旅してちょうない。」にほぼ毎週登場。2021年6月に番組が「まるどりっ!UP」として改編された後も継続して出演している。
2010年にUSTREAMにて配信が開始されたトーク番組「やまだみつる&まついひろえのade code(アーデコーデ)」に、新潟市出身のフリーアナウンサー松井弘恵と共に出演した。
2019年には新潟開港150周年を記念した「初春 みなとまち新潟」年賀はがきのデザインを担当し、新潟県内の各郵便局で販売された。同年、YouTubeチャンネル「やまだみつるのわるのりっ!チャンネル」（新潟市出身のミュージシャン、ナタリー石田・きよ里がレギュラー出演）の配信が開始され、2024年3月まで続いた。
その他、「小さな町こそ魅力いっぱい」(岩船郡・源内塾)、「燕三条ものづくりの心に出会う ″まちあるき″」(燕三条市・燕三条地場産業振興センター)、「新潟SAKEフェア2023」(新潟市中央区・ふるまちモール7)、「やまだみつると一門の似顔絵展」(新潟市江南区・北方文化博物館)など、新潟県内の各種イベントにも多数出演している。

## 受賞など
1998年 - テレビ東京「たけしの誰でもピカソ」似顔絵最終選考ノミネート
1999年 - 週刊朝日「山藤章二の似顔絵塾」優秀作品賞を受賞

## 出演番組

### テレビ
- テレビ東京「たけしの誰でもピカソ」（1998年4月）
- NHK新潟「ふるさとフレッシュ便」（2000年2月）
- BSNテレビ「ニュースワード ″あの人に会いたい″」
- 新潟テレビ21「まるどりっ!」「まるどりっ!UP」

### ラジオ
- BSNラジオ「ハロー!!ジャンボサタデー」
- FM PORT「アートのある日曜日」2001年3月
- FM KENTO	「ふるまち喫茶室」2001年8月
- エフエムしばた「オープンカフェ767」2001年11月